# Lykischer Weg

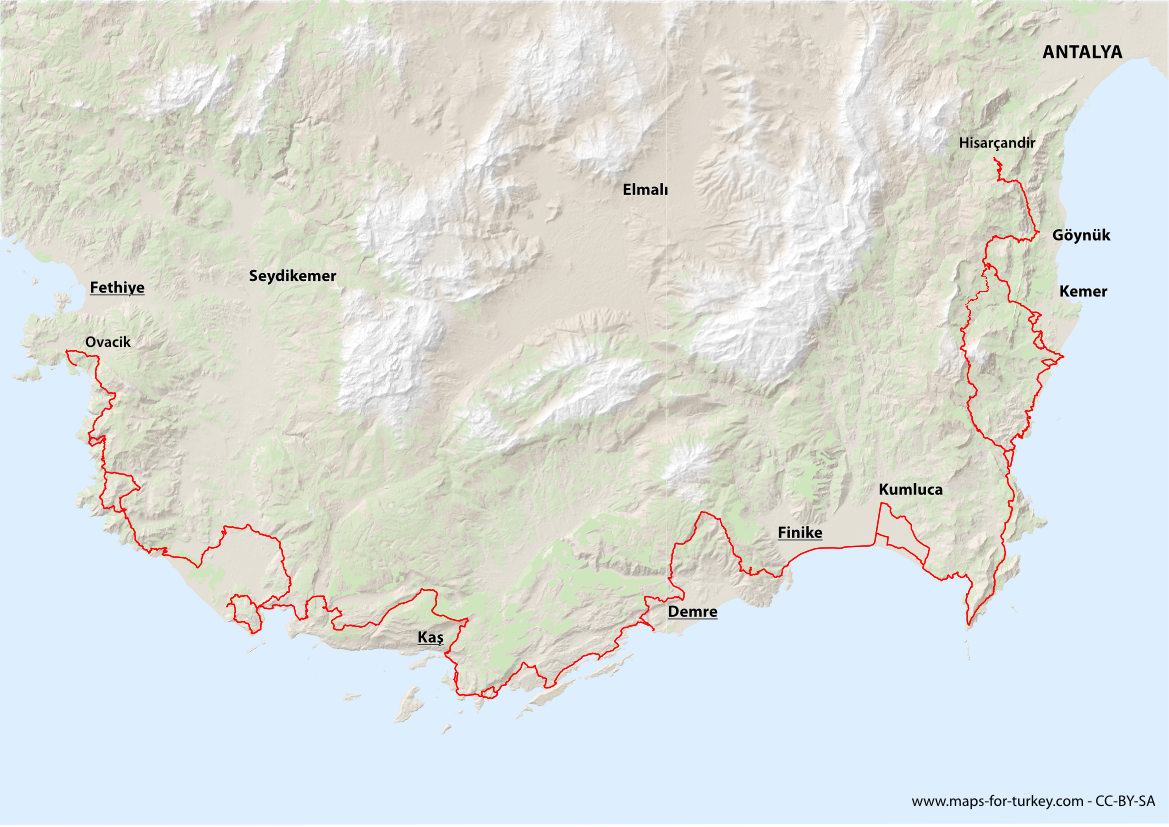
Verlauf des Lykischen Weges

Der Lykische Weg (auch: Lycian Way) ist ein Fernwanderweg in der Türkei. Er verläuft über 509 km von Fethiye nach Antalya, größtenteils entlang der Küste des antiken Lykien, vorbei an zahlreichen antiken Städten und an Stränden. Dazu gehören der Ölüdeniz Strand, der Strand von Patara mit seinen archäologischen Ruinen sowie das historische Xanthos.

## Geschichte
Die Ursprünge des Lykischen Weges gehen bis ins Altertum zurück, denn er wurde streckenweise als Handelsweg für Kamelkarawanen genutzt. Seit 1999 gibt es, dank des Pioniergeistes von Kate Clow, entlang des Weges Markierungen, die es dem Wanderer ermöglichen, sich in dem teilweise sehr wilden Gelände zurechtzufinden. An größeren Wegkreuzungen wurden Hinweisschilder mit Entfernungsangaben aufgestellt.

## Verlauf
Nachdem man eine Zeitlang im Landesinneren gelaufen ist, überrascht die Landschaft immer wieder mit Ausblicken auf das Meer und das Taurusgebirge. Die einzelnen Etappen sind meistens innerhalb von drei bis vier Tagen zu schaffen und leiten im Allgemeinen zur nächsten größeren Ortschaft.
Die Markierung des Weges ist am französischen System orientiert: rot-weiße Striche, mit Verdoppelungen für Richtungswechsel und x-Zeichen für eine falsche Abzweigung. Im Laufe der Wanderung kann es passieren, dass man die Zeichen aus den Augen verliert. Zur besseren Orientierung haben vorherige Wanderer kleine Steinmännchen aufgeschichtet, die auch in unübersichtlichen Gegenden den weiteren Weg zeigen.

## Wasserversorgung

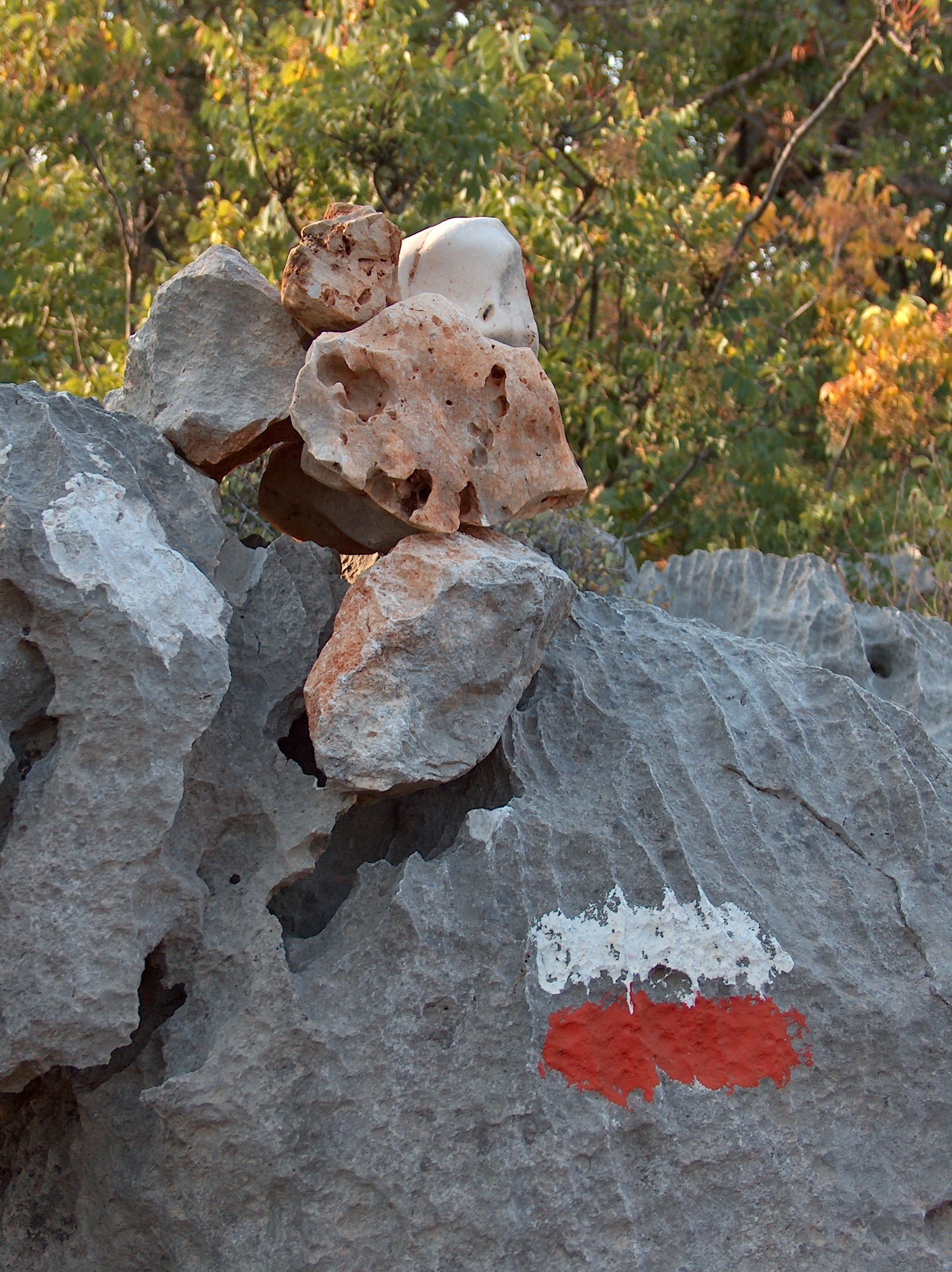
Wegmarkierung

Hauptsächlich in den Sommermonaten kann es unter Umständen zu massiven Trinkwasserproblemen kommen. Hier empfiehlt es sich, im Vorfeld genügend Wasservorräte zu organisieren. In manchen Gegenden (zum Beispiel zwischen Üçağız und Simena; von Finike – Mavikent über Karaöz, dem antiken Melanippe bis kurz vor dem Leuchtturm) am „Kap Gelidonya“ gibt es oberirdische Wasserleitungen mit stellenweise vorhandenen Wasserhähnen und Strandduschen. Ansonsten muss man sich mit Zisternenwasser begnügen, das nicht immer europäischen Ansprüchen genügt. Manche kartierte Zisterne führt schon seit Jahren kein Wasser mehr. Unter keinen Umständen sollte man das Wasser unbehandelt trinken. Chlortabletten, andere Wasseraufbereitungstabletten oder Abkochen sind unbedingt notwendig.

## Die Kulturrouten der Türkei

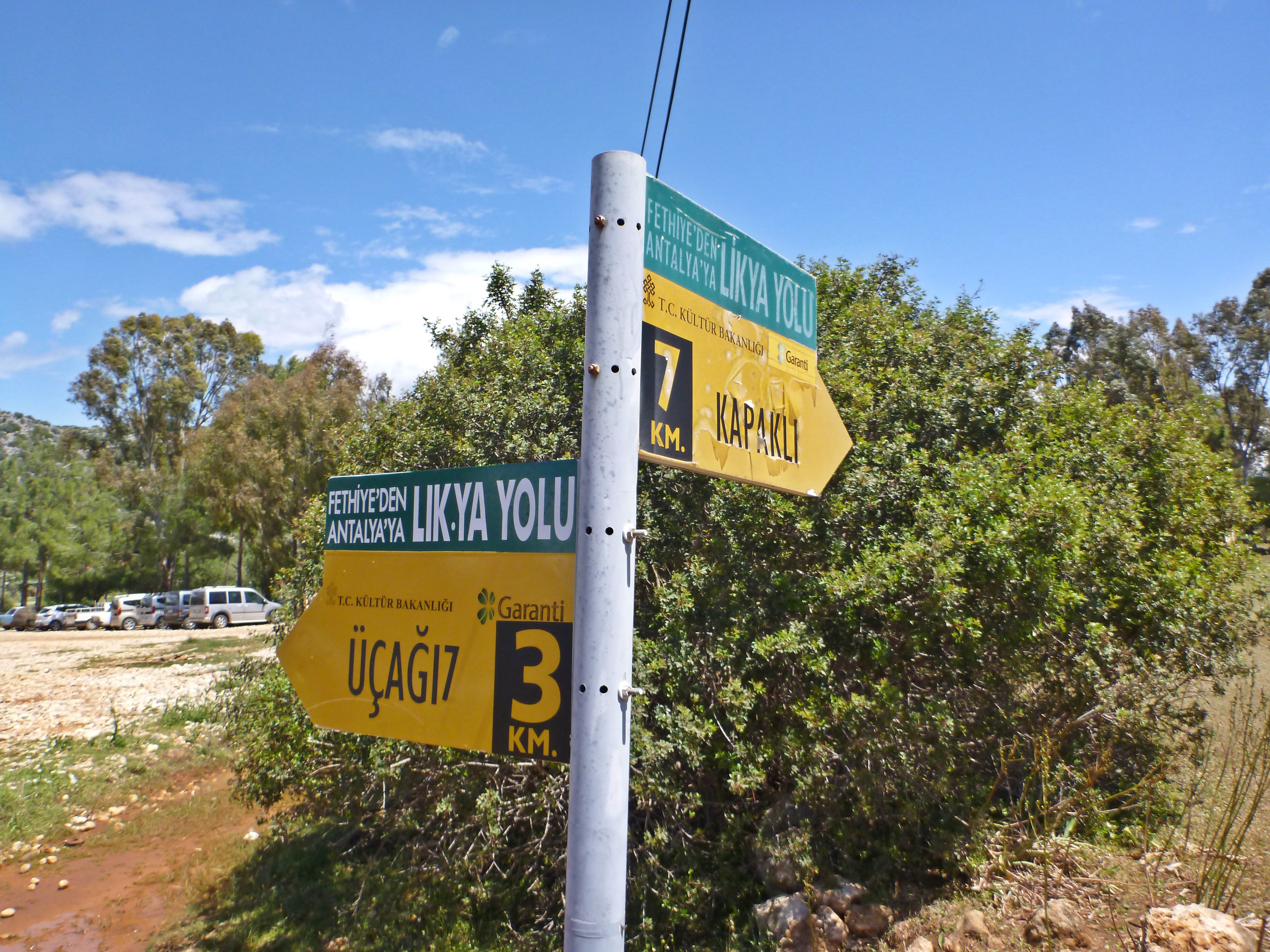
Ausschilderung des Lykischen Weges nahe Üçagiz

Als erster markierter Weitwanderweg der Türkei entwickelte sich der Lykische Weg zu einer der populärsten Kulturrouten des Mittelmeerraums. Seit Beginn der Nullerjahre ist in der Türkei eine Vielzahl weiterer Wege entstanden, die zu Fuß, mit dem Fahrrad oder per Pferd erkundet werden können. Die als Kulturrouten bezeichneten Wege folgen alten Handelswegen oder orientieren sich an Spuren berühmter Reisender. So zeichnet der Evliya-Çelebi-Weg im Nordwesten des Landes die Route des osmanischen Evliya Çelebi aus dem 17. Jahrhundert nach. Der Paulusweg, der wenige Kilometer östlich von Antalya mit 500 km Gesamtstrecke zum Eğirdir-See und weiter bis zum antiken Antiochia verläuft, folgt dem Weg des Apostels Paulus. Die Routen wurden mit dem Ziel entwickelt, das kulturelle Erbe der Türkei Wanderern und anderen Wegenutzern „im Vorbeigehen“ zugänglich zu machen. Der im Jahr 2012 gegründete Verband der Kulturrouten in der Türkei ist eine Non-Profit-Organisation, in der sich die Gründer der Routen mit lokalen Reiseveranstaltern, Pensionsbetreibern und weiteren Partnern zusammengeschlossen haben. Ziel des Verbandes ist es, die Wege im Sinne eines nachhaltigen Tourismus zu entwickeln sowie die Routen für zukünftige Generationen zu erhalten.

### Wanderführer
- The Lycian Way von Kate Clow: Zusammenfassend als das „Standardwerk“ zu bezeichnen. Kate Clow ist es im Wesentlichen zu verdanken, dass es den Lycian Way überhaupt gibt. Der Wanderführer enthält eine genaue Wegbeschreibung, zahlreiche Informationen zu Sehenswürdigkeiten, Ortschaften und Wegabschnitten sowie eine Karte zur groben Orientierung. Karli, Antalya 2005, ISBN 0-9539218-3-2.
- Raffaele Nostitz: Türkei: Lykischer Weg. Von Fethiye nach Antalya. 7. überarbeitete Auflage. Stein, Welver 2025,  ISBN 978-3866868663 (Outdoor-Handbuch 171 Der Weg ist das Ziel).
- Der Lykische Weg – der Antike auf der Spur von Melanie Heinle. Phoibos-Verlag, Wien 2014, ISBN 978-3-85161-106-9.

### Karten
Weil großmaßstäbliche Karten in der Türkei vom Militär unter Verschluss gehalten werden, gibt es auch entsprechend wenige Ableitungen. 
2023 sind 4 Wanderkarten mit dem kompletten Verlauf des Weges erschienen:
- Lykische Küste 1 - Fethiye - Lykischer Weg - Topographische Wanderkarte 1:75.000 Türkei (Blatt 7.1) Verlag ProjektNord, Kiel, ISBN 978-3-931099-61-9.
- Lykische Küste 2 - Kaş - Lykischer Weg - Topographische Wanderkarte 1:75.000 Türkei (Blatt 7.2) Verlag ProjektNord, Kiel, ISBN 978-3-931099-62-6.
- Lykische Küste 3 - Demre - Finike - Lykischer Weg - Topographische Wanderkarte 1:75.000 Türkei (Blatt 7.3) Verlag ProjektNord, Kiel, ISBN 978-3-931099-63-3.
- Lykische Küste 4 - Antalya - Lykischer Weg - Topographische Wanderkarte 1:75.000 Türkei (Blatt 7.4) Verlag ProjektNord, Kiel, ISBN 978-3-931099-64-0.

Es gibt aus 2023 ferner eine touristische Straßenkarte mit darin enthaltenem Verlauf des Weges:
- Lykien - Lykischer Weg - Topographische Reisekarte 1:250.000 Türkei (Blatt 7) Verlag ProjektNord, Kiel, ISBN 978-3-931099-60-2.

Am 1. März 2015 wurden zwei Wanderkarten im Maßstab 1:50.000 auf Basis von Fernerkundungsdaten erstellt. Sie decken zusammen den gesamten Streckenverlauf des Lykischen Weges ab und beinhalten alle zur Orientierung wichtigen topographischen Merkmale sowie Informationen zu Unterkünften, Versorgung und Sehenswürdigkeiten:
- Lycia East Hiking Map 1:50.000 MapSite Verlag, Marburg, ISBN 978-3-9817216-0-7 (vergriffen).
- Lycia West Hiking Map 1:50.000 MapSite Verlag, Marburg, ISBN 978-3-9817216-1-4 (vergriffen).

Basierend auf den alten Sowjetischen Generalstabskarten gibt es drei weitere Karten, die in unterschiedlichen Maßstäben den Osten, die Mitte und den Westen Lykiens abdecken:
- Mount Olympos Region - Eastern Lycia EWP, ISBN 9781906449209.
- Map of Central Lycia (Kaş to Finike and Gömbe) EWP, ISBN 9781906449247.
- Map of Western Lycia (Fethiye to Kalkan) EWP, ISBN 9781906449223.